# Søren Würtz
Søren Würtz (født 24. september 1966 i Silkeborg) er en dansk forfatter og jurist.
Würtz blev student fra Silkeborg Amtsgymnasium i 1985 og er cand.jur.
Som forfatter debuterede han med romanen Løbetid i 1998 og har siden udgivet yderligere fire bøger, hvoraf de to udgør en børnebogsserie.